# El Escribano
El Escribano är en ort i Mexiko.   Den ligger i kommunen Paraíso och delstaten Tabasco, i den sydöstra delen av landet, 600 km öster om huvudstaden Mexico City. El Escribano ligger 5 meter över havet och antalet invånare är 1 162.
Terrängen runt El Escribano är mycket platt. Havet är nära El Escribano norrut. Runt El Escribano är det ganska tätbefolkat, med 108 invånare per kvadratkilometer. Närmaste större samhälle är Paraiso, 1,3 km sydost om El Escribano. Trakten runt El Escribano består huvudsakligen av våtmarker.